# Daitō-ryū
Daitō-ryū (jap. 大東流合気柔術 Daitō-ryū-aiki-jūjutsu) – historyczna japońska szkoła sztuk walki. 

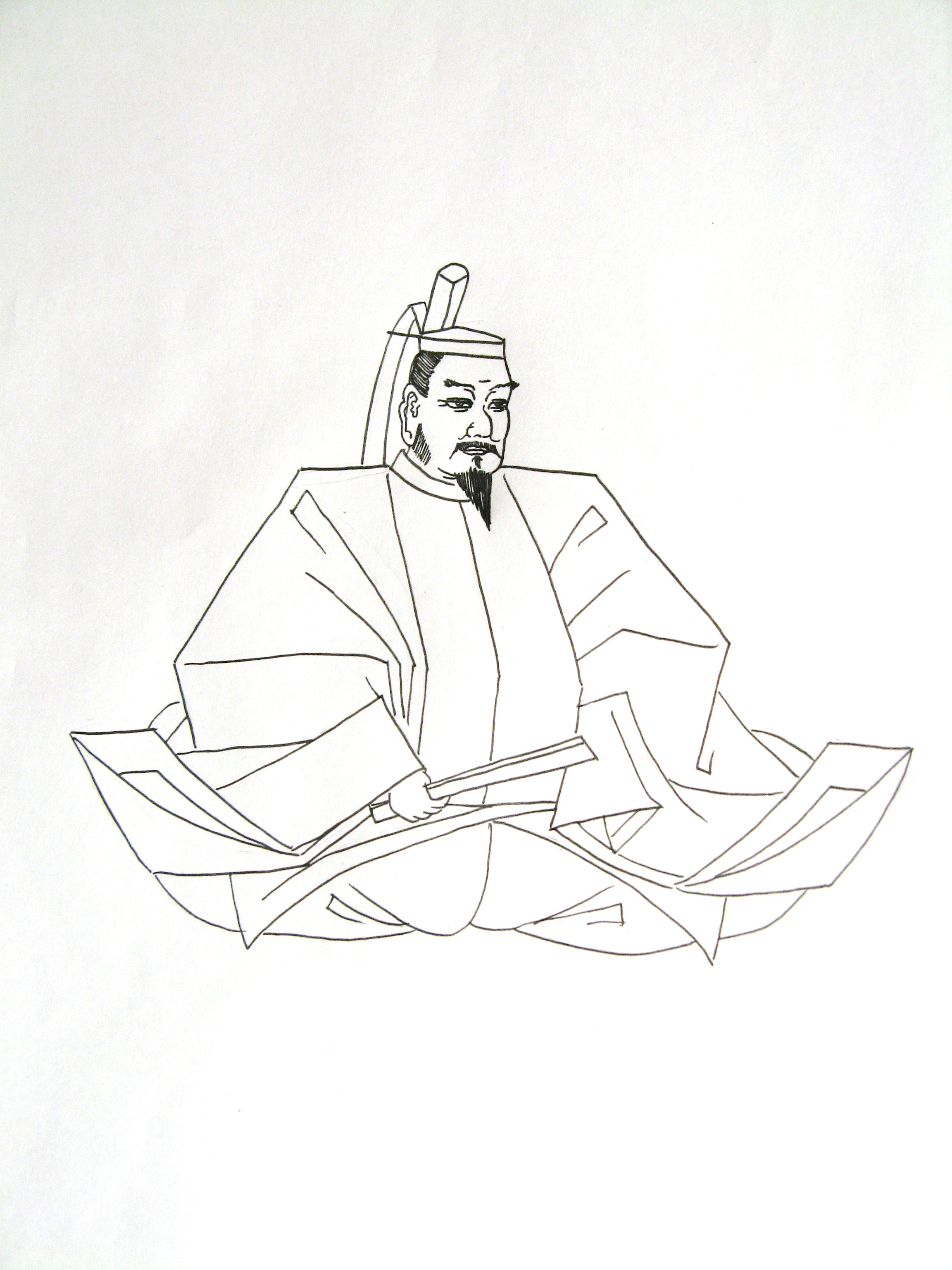
Yoshimitsu Minamoto

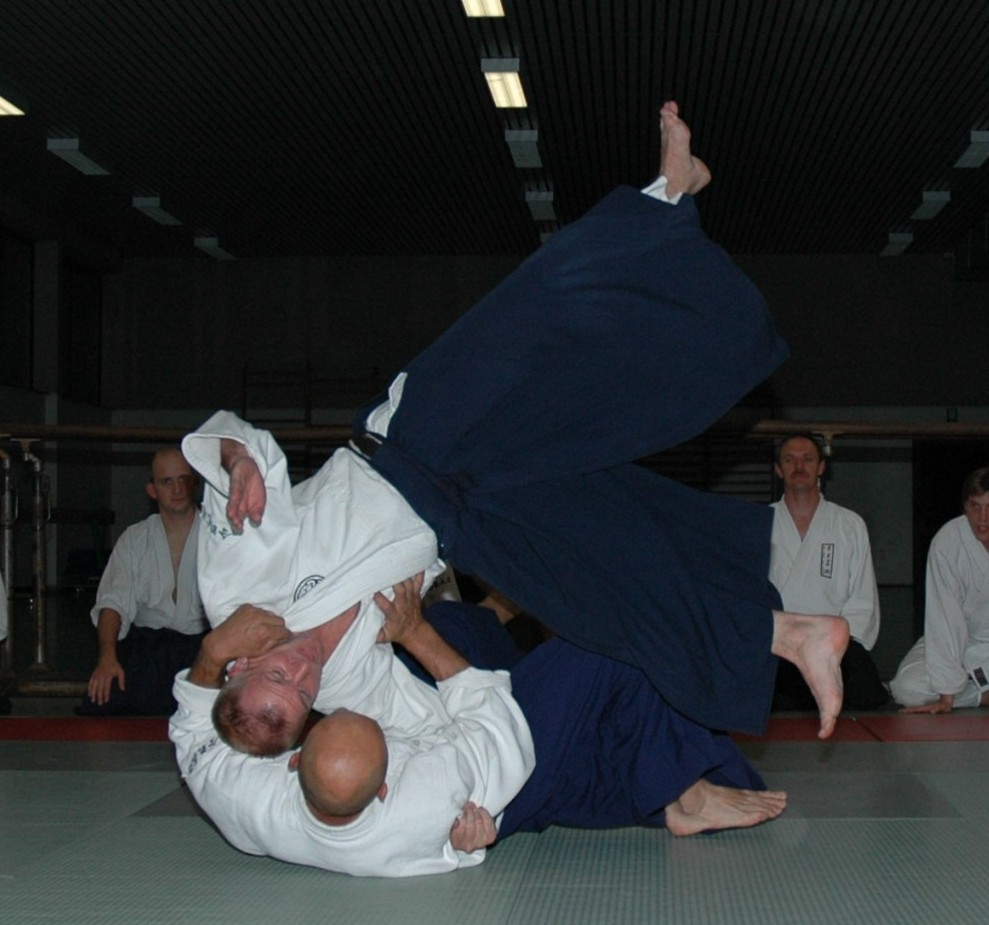
Rzut sutemi, charakterystyczny dla szkół aiki-jutsu

Najbardziej znana szkoła oparta na koncepcji aiki. Mistrz judo, Kenji Tomiki, twierdzi, że w niektórych podręcznikach sekretnych metod walki, można znaleźć wzmianki na temat Daitō-ryū. Informacje te datują początek istnienia tej szkoły sztuk walki na okres Kamakura (1185–1333). Za twórcę tej metody uważa się Yoshimitsu Minamoto (1045–1127). Od nazwy jego rezydencji Daitō wzięła się nazwa tej sztuki walki. Sztukę tę praktykowali wojownicy z rodu Minamoto. Z czasem klan ten uległ wchłonięciu przez ród Takeda. Przez stulecia Daitō-ryū było przekazywane wewnątrz rodu Takeda jako tajemnica rodzinna.
Współcześnie sztuka ta jest najbardziej znana dzięki Sōkaku Takeda (1859–1943). Jako pierwszy nauczał on swej sztuki każdego, kogo było na to stać. Jego najzdolniejszym uczniem był Morihei Ueshiba, twórca aikido.
Trzeci syn Sōkaku, Tokimune Takeda, po śmierci ojca podjął się propagowania sztuki, którą nazywał aiki-budō, i w której zawierały się elementy walki mieczem (ken), wywodzące się ze szkoły Ono-ha Ittō-ryū razem z tradycyjnymi elementami Daitō-ryū.
W Japonii istnieje kilka szkół powołujących się na korzenie w Daitō-ryū i podających różne historie swego powstania.
Jak dokładnie wyglądało Daitō-ryū w zamierzchłych czasach dokładnie nie wiadomo, można się tylko domyślać obserwując współczesnych mistrzów aikido i Daitō-ryū. Prawdopodobnie umożliwiała ona walkę z kilkoma przeciwnikami jednocześnie, z jednoczesną kontrolą starcia przy wykorzystaniu wielkiej liczby technik, tak jak to jest we współczesnym aikido, które zapewne jest złagodzoną formą tej sztuki.